# Lorna Luft
Pour les articles homonymes, voir Luft.
Lorna Luft est une actrice, chanteuse et productrice américaine née le 21 novembre 1952 à Santa Monica. Elle est la fille de Judy Garland et la demi-sœur de Liza Minnelli.

## Filmographie
- 1982 : Grease 2 : Paulette
- 1984 : Where the Boys Are : Carole Singer